# جودیت بارت
جودیت بارت (انگلیسی: Judith Barrett؛ ‏ ۲ فوریهٔ ۱۹۰۹ – ۱۰ مارس ۲۰۰۰) بازیگر اهل ایالات متحده آمریکا بود. وی بین سال‌های ۱۹۲۸ تا ۱۹۴۰ میلادی فعالیت می‌کرد.
از فیلم‌ها یا برنامه‌های تلویزیونی که وی در آن نقش داشته‌است، می‌توان به سیمارون، ویکتور هربرت بزرگ و یلواستون اشاره کرد.